# Leopoldo Cintra Frías
Leopoldo Cintra Frías, conhecido como Polo ou Polito, é um militar e político cubano. Foi ministro das Forças Armadas Revolucionárias de Cuba entre os anos 2011 ao 2021, quando foi demitido do cargo. Também é membro do Bureau Político do Partido Comunista de Cuba. Tem a alta distinção de Herói da República de Cuba.
Em 2020, o Departamento de Estado dos EUA proibiu o General Cintra Frías de entrar nos Estados Unidos.

## Juventude
Leopoldo Cintra Frías nasceu na cidade de Yara em 17 de julho de 1941. Seu pai era um camponês que possuía uma finca, uma tenda-bar e uma padaria. Militou na Associação de Jovens Esperança da Fraternidade (em castelhano:  Asociación de Jóvenes Esperanza de la Fraternidad, AJEF), que era o aparelho juvenil da maçonaria, onde começavam a conspirar contra a ditadura de Fulgencio Batista.

## Revolução Cubana
Incorpora-se à Revolução Cubana no Exército Rebelde na idade de 16 anos em novembro de 1957, depois de saber através da revista Bohemia do desembarque do Granma. Suas primeiras acções foram as de vender bonos e a de distribuir numa camioneta pan e levar gente à serra. Posteriormente ingressou à tropa de Crescencio Pérez, onde ficou por apenas três meses. Depois do segundo combate de Pino del Agua passou para a Coluna 1, sob as ordens de Pepín Quiala, que tinha sido mandado por Frank País como reforço à Serra Maestra. Posteriormente uniu-se à Comandancia da Coluna 1 José Martí, que estava directamente sob as ordens de Fidel Castro, onde permaneceu até o final da guerra.

## Governo revolucionário
Cintra Frías fez parte dos rebeldes que acompanharam Fidel Castro em seu percurso desde a Província de Oriente até Havana, conhecida como a Caravana da Liberdade, nos primeiros dias de janeiro de 1959, e terminou a guerra com o posto de Tenente. Fidel Castro o promoveu a Capitão depois de uma briga entre rebeldes no acampamento de Manágua. Depois de participar em operações em Bico Turquino, foi nomeado chefe de uma coluna de artilharia.
Em 1960 foi enviado à Tchecoslováquia para estudar artilharia com o fim de aprender o manejo do canhão autopropulsado SU-100 e a condução de tanques. Ao retornar a Cuba foi nomeado chefe da 1900ª Brigada de Artilharia (em castelhano:  Brigada de Artillería 1900), de Caimito. No ano seguinte foi chefe da 1270ª Divisão de Infantaria (em castelhano:  División de Infantería 1270), e depois encarregado da artilharia. Em 1964 concluiu os estudos na Escola Básica Superior e cinco anos depois obteve se formou no Curso Superior Acadêmico. Em 1982, formou-se em comando e estado-maior de nível operacional-estratégico na Academia do Estado-Maior Geral da União Soviética.
Desde 1990, foi Chefe do Exército Ocidental cubano, o mais poderoso dos três comandos regionais e encarregado da defesa de Havana. O General Cintra Frías conduziu uma grande unidade de tanques cubanos em Angola e Etiópia, em 1975 e 1978 respectivamente. Esteve em três ocasiões em Angola como parte da Operação Carlota; sendo a última em 1989, onde comandou o frente sul e dirigiu as forças cubanas no terreno durante a Batalha de Cuito Cuanavale e nas acções posteriores, nas quais ambos os lados reivindicaram a vitória. Estas operações conjuntas das tropas cubanas, angolanas e da SWAPO permitiram a Cuba participar das subsequentes conversações de paz multilaterais, com os Estados Unidos na função de mediador mediador. Cintra Frías fez parte da delegação cubana nas ditas negociações. O seu papel nesta fase da guerra foi elogiado pelo presidente cubano Fidel Castro.
Em seu regresso a Cuba continuou sendo chefe do Exército Ocidental. Em 2001 foi promovido ao posto de General de Corpo de Exército.

## Ministério
Desde outubro de 2008, exerceu o cargo de Primeiro Vice-Ministro do Ministério das Forças Armadas Revolucionárias. Após a morte do ministro Julio Casas Regueiro, foi nomeado o novo chefe do ministério em 9 de novembro de 2011.
Em 15 de abril de 2021, após quase 10 anos como ministro, foi anunciada a sua demissão por "renovação" natural e sua substituição pelo General de Corpo de Exército Álvaro López Miera, primeiro vice-ministro das FAR e chefe do Estado-Maior; ele também um veterano das missões militares cubanas em Angola e na Etiópia.

## Outros cargos
É fundador do Partido, membro do Comité Central do PCC desde 1965, desde o IV Congresso nomeou-se membro do Bureau Político desde 1991, sendo ratificado no V, VI e VII Congressos. É deputado na Assembleia Nacional do Poder Popular desde 1976.

## Condecorações
O Conselho de Estado conferiu-lhe, na ocasião do XXX Aniversário do Triunfo da Revolução, o título honorífico de Herói da República de Cuba e a Ordem Máximo Gómez de Primeiro Grau; ostenta ademais:
- Ordem da Praia Girón,
- Ordem Antonio Maceo,
- Ordem Ernesto Guevara de Primeiro Grau

Medalhas:
- Combatente da Guerra de Libertação
- Combatente da Luta Clandestina
- Internacionalista” de Primeira Classe
- Ignacio Agramonte em suas três classes
- Pelo Serviço Exemplar nas FAR
- Combatente da Produção e da Defesa

Medalhas comemorativas:
- 20º Aniversário das FAR
- 30º Aniversário das FAR
- 40º Aniversário das FAR
- 50º Aniversário das FAR
- 60º Aniversário das FAR
- XX Aniversário

Bem como outras condecorações nacionais e estrangeiras.